# Нейроетика
Нейрое́тика — міждисциплінарна область досліджень, що вивчає вплив сучасної нейронауки на самосвідомість людини, розвиток біомедицини, політико-правової та моральної сфер життєдіяльності людини. В рамках нейроетики розглядаються основні принципи нормативної етики нейрофізіології, а також таких понять, як свобода волі, моральна відповідальність, автономія особистості і індивідуума.

## Коротка історія та предмет нейроетики
Вважається, що нейроетика сформувалася в рамках міжнародної конференції під назвою «Neuroethics: Mapping the Field», яка відбулася в клубі Golden Gate у Сан-Франциско, Каліфорнія, 13-14 травня 2002.Учасники представляли самі різні галузі наук і суспільні організації, включаючи неврологію, біоетику, філософію, право, генетику і журналістику. У
рамках конференції основні сесії включали такі теми, як «Нейронаука і Я», « Нейронаука
і соціальна політика», «Етика і практична нейронаука», «Нейронаука і громадський
дискурс», «Відображення майбутньої Нейроетики»
У 2007 р. Американський журнал з біоетики (AJOB) офіційно оголосив, що запущений «AJOB Neuroscience» регулярно видається і цілком присвячений нейроетиці. Це означало, що нейроетика визнана як важлива підкатегорія біоетики.